# Вавилон. Прихована історія
«Вавилон, або необхідність насильства: прихована історія революції перекладачів в Оксфорді» — фентезійний роман Ребекки Кван, який очолював перше місце в списку бестселерів за версією «Нью-Йорк таймс», виграв «Книги року Блеквелла» у категорії «Фантастика» 2022 році та премію «Неб'юла» за найкращий роман у 2022 році.
Дія книги розгортаються в Англії 1830-х років в альтернативній реальності, де глобальне економічне та колоніальне панування Британії підживлюється використанням чарівних срібних злитків. Їхня сила полягає в тому, що вони вловлюють те, що «втрачено в перекладі» між словами в різних мовах, які мають подібні, проте не ідентичні значення. Срібні злитки з такими «парами» можуть збільшити промислове та сільськогосподарське виробництво, підвищити точність куль, загоювати поранення тощо. Щоб використати цю силу, Оксфордський університет створив Королівський інститут перекладу, який називають Вавилон. Там вчені працюють над пошуком відповідних пар слів. Сюжет зосереджений на чотирьох нових студентах інституту, їх зростаючому усвідомленні того, що їхні наукові зусилля підтримують імперіалістичну перевагу Великої Британії.

## Сюжет
Річард Ловелл, професор Вавилону, бере на виховання хлопчика-сироту з Кантону та дає йому англійське ім'я Робін Свіфт. Ловелл навчає Робіна латинської, грецької та мандаринської мов, щоб підготувати його до вступу у Вавилон. Насправді Ловелл приховує, що він і є біологічний батько Робіна. До хлопчика ставляться упереджено, бо він азіат. Попри те Робін відмінно навчається, і його приймають у Вавилон.
На першому курсі Робін знайомиться з: Рамі з Калькутти, Віктуар із Гаїті та Летті, білою донькою британського адмірала. Вони дізнаються, що магія злитків з часом слабшає, бо для неї використовуються споріднені європейські мови. Більш перспективні «екзотичні» мови, такі як мандаринська, гаїтянська креольська та арабська. У перший тиждень навчання Робін зустрічає Гріффіна, свого старшого зведеного брата — ще одного напівкитайця, сина професора Ловелла. Гріффін залучає його до таємного Товариства Гермеса, що засідає в старій бібліотеці Оксфорда та прагне саботувати магічну перевагу Британії. Гріффін пояснює Робіну, що Вавилон призначений використовувати мови поневолених народів з метою зміцнити панування Британської імперії над ними. Робін погоджується на план Гріффіна викрасти срібні злитки, але вагається, бо робота в Вавилоні забезпечить йому безбідне життя й пошану. Внутрішній конфлікт призводить до того, що Робін пориває з Товариством Гермеса та Гріффіном.
Між династією Цін і Британською імперією зростає конфлікт: Цін відмовляється дозволити вільну торгівлю опіумом у Китаї. Робін, Рамі, Віктуар і Летті приєднуються до Ловелла під час морської подорожі до Кантону, щоб виступити перекладачами. Робін бачить як британці зневажають китайців, і дізнається як деградують люди в опіумному притоні. Коли чиновник Лін спалює запаси конфіскованого опіуму, Робін вирішує не втручатися. Дорогою назад до Британії Ловелл дорікає Робіну, що той за одно з китайцями. Тоді злиток сприяє, щоб Робін убив Ловелла (він побажав Ловеллу смерті і злиток здійснив бажання, помістивши поруч зброю). Рамі, Віктуар і Летті допомагають Робіну позбутися тіла, скинувши його в море, та приховати сліди вбивства.
Повернувшись до Британії, вони розкривають, що справжня мета подорожі полягала в створенні приводу для війни. Британія прагне захопити китайські запаси срібла, щоб мати змогу більше чаклувати. Летті клянеться Робіну, Рамі та Віктуар підтримувати Товариство Гермеса, коли вони розповідають їй про особистий досвід несправедливості імперії. Учасники Товариства Гермеса ухвалюють лобіювати думку парламенту й налаштувати громадськість проти війни за допомогою памфлетів. Гріффін зізнається Робіну, що він вірить в успіх ненасильницької боротьби, і вчить Робіна стріляти. Коли поліція вторгається в штаб-квартиру товариства, Летті зраджує їх і застрелює Рамі. Робіна та Віктуар заарештовують. Випускник Вавилону, Стерлінг Джонс, попри те, що має злиток, здатний змусити говорити правду, застосовує звичайні фізичні тортури.
Гріффін визволяє Віктуар і Робіна з в'язниці, але гине під час втечі. Пара вирішує, що повалити панування імперії можна тільки силовим втручанням. Вони залучають на свій бік ще декількох студентів і захоплюють вежу Вавилону. Повстанці покладаються на те, що безліч срібних виробів по всій імперії зачаровані з використанням оригінальних злитків, які сховані в Вавилоні, та зберігають зв'язок із ними. Повстанці висувають ультиматум: мир з Китаєм або втрата магії. Радикали та реформатори з інших організацій налаштовують Оксфорд проти британської армії. Без постійної підтримки з Вавилона інфраструктура Британії розпадається, бо численні механізми, будинки та мости були магічно укріплені срібними деталями. Летті прибуває до Вавилона з закликом здатися й попереджає, що зранку армія почне штурм вежі. Робін вирішує знищити вежу та зіпсувати все срібло в ній за допомогою звичайної солі (про що розповідали на заняттях студентам), щоб із ним більше не можна було чаклувати. Робін і решта персоналу Вавилона руйнують вежу й гинуть під її уламками. Віктуар тікає з чистим злитком. Доля вцілілих учасників Товариства Гермеса лишається невідомою.

## Головні персонажі
- Робін Свіфт — головний герой. Сім'я його матері була в минулому торговцями, доведеними до бідності опіумною залежністю його дядька.
- Раміз «Рамі» Мірза — індійський студент мусульманського походження із Калькутти, найкращий друг та сусід Робіна.
- Летиція «Летті» Прайс — дочка колишнього британського адмірала та сусідка по кімнаті Віктуар. Її брат також навчався у Вавилоні, але був непридатний для класичних досліджень. Він загинув у нещасному випадку, і лише тоді Летті дозволили вчитися в Оксфорді.
- Віктуар Дегрейв — гаїтянська студентка, яка виросла у Франції, сусідка по кімнаті Летті. Її спеціалізація — французька мова, а саме крейоль.
- Професор Річард Ловелл — професор китайської мови та відданий імперіаліст. Холодний і непохитний, він став прийомним батьком і Гріфіна, і Робіна, аби створити двомовних китайських студентів для Вавилона.
- Місіс Пайпер — люб'язна домробітниця Ловелла.
- Гріффін Гарлі — зведений брат Робіна від їхнього спільного батька. Член товариства Гермес. Подібний характером і манерами поведінки до їхнього батька, Гріффін жорстокий і цілковито відданий справі зруйнувати Британську імперію будь-якими необхідними засобами.

## Відгуки
У вересні 2022 року «Вавилон» посів перше місці в списку бестселерів художньої літератури у твердій палітурці «Нью-Йорк таймс». Загалом його добре сприйняли, включаючи рецензії із зірочками від Booklist і Kirkus Reviews. Booklist назвав роман «захопливим» і «вельми описовим», тоді як Kirkus Reviews зазначили, що він «амбітний і потужний, демонструючи глибоку любов до мови та літератури».
Даніель Рабуцці в Chicago Review of Books писав, що вражає картина мов, які описує Ребекка Кван і те, як їхня нібито незначна взаємодія визначає життя держави. Авторка використовує назви історичних торговельних фірм, книгарень, верфей і навіть окремих кораблів; у сюжеті регулярно фігурують історичні постаті. При цьому Ребекка Кван не описує минуле з ностальгією чи в одних лише зовнішніх атрибутах. Це твір-коментар щодо імперіалізму, де вчинки Робіна втілюють погляди пост- та деколоніалістичних мислителів, таких як Франц Фанон, Едвард Саїд, Хомі Бхабха, Нгуґі ва Тхіонґо, Г'ян Пракаш та Гаятрі Співак.
Лейсі Богер Мілас у журналі Paste зробила висновок: заслуговує похвали те, як авторка описує скрутне становище небілих, некорінних студентів Оксфорда, проте більшість книги має надто лекційний та повчальний тон. Провідна тема роману полягає в тому, що люди часто обирають для себе комфорт ціною страждань інших людей. Ребекка Кван часто зображає різні форми фанатизму та женоненависництва. Але замість описів несправедливості імперіалізму вона переважно вдається до тривалих розмов про те, чому імперіалізм — це погано. Згідно з Publishers Weekly, оповідь часто переривається лекціями про шкоду імперіалізму замість демонстрацій цього на конкретних прикладах. Але багатьох читачів привабить захоплива лінгвістична магічна система та позиція центральних персонажів.
Павло Чуйкін на сайті ITC.ua відгукнувся, що це книга про те, що «мова — меч та найпотужніша зброя будь-якого народу». Ця ідея реалізована через сріблярство — різновид магії з використанням написів на срібних злитках. Щоправда, по ходу сюжету не дуже логічно пояснюється, чому тільки Британія спромоглася підкорити силу сріблярства. Найбільше задоволення від «Вавилону» отримають усі ті, хто має філологічну освіту, адже в книзі багато академічних пояснень. «Вавилон» отримав цікавих героїв-підлітків і атмосферне зображення епохи колоніалізму й великих географічних відкриттів. Однак, книга також сповнена відчаю та безвиході, бо авторка робить висновок, що імперії гинуть через саморуйнування, а не повстання чи вторгнення ворогів.

## Нагороди та відзнаки
Amazon, Kirkus Reviews, NPR і The Washington Post назвали «Вавилон. Прихована історія» однією з найкращих фантастичних книг року. Barnes & Noble назвали її однією з десяти найкращих книг року, незалежно від жанру.
Адміністратори церемонії вручення премії Hugo Awards 2023, що відбулася на Chengdu Worldcon, визнали «Вавилон» непридатним для номінації без додаткових пояснень.
| Рік  | Нагорода                                         | Результат  | Примітка      |
| ---- | ------------------------------------------------ | ---------- | ------------- |
| 2022 | Книги року Блеквелла серед художньої літератури  | Переможець | [ 4 ]         |
| 2022 | Goodreads Choice Award за фентезі                | Номінант   | [ 23 ]        |
| 2022 | Книга року Waterstones                           | Шорт-лист  | [ 24 ] [ 25 ] |
| 2022 | Премія «Неб'юла» за найкращий роман              | Переможець | [ 5 ]         |
| 2023 | Британська книжкова премія за художню літературу | Переможець | [ 26 ]        |
| 2023 | Премія «Локус» за фантастичний роман             | Переможець | [ 27 ]        |

## Видання українською
- Ребекка Кван. Вавилон. Прихована історія, переклад Анни Литвиненко. — Жорж, 2023. — 584 с.